# NGC 767
NGC 767 is een spiraalvormig sterrenstelsel in het sterrenbeeld Walvis. Het hemelobject werd in 1886 ontdekt door de Amerikaanse astronoom Francis Preserved Leavenworth.

## Synoniemen
- PGC 7483
- MCG -2-6-10
- KUG 0156-098
- IRAS01563-0949